# Тахо (езеро)
Вижте пояснителната страница за други значения на Тахо.
Езерото Тахо (на английски: Lake Tahoe) се намира на границата на щатите Калифорния и Невада в САЩ.
Около 2/3 от бреговата ивица на езерото е в Калифорния. Някои от по-големите градове в близост до езерото са Рино (58 км), Сакраменто (160 км), Сан Франциско (300 км) и Лас Вегас (728 км).

## Характеристики
Тахо е разположено на 1897 м надморска височина в планинската верига Сиера Невада. Дълбочината му достига 501 м., което го прави второто по дълбочина езеро в страната след Кратер лейк в Орегон.
Тахо се образува преди два милиона години, вследствие на тектонски движения, а двата ледникови периода оформят днешния му облик и образуват ледникови езера в планините около Тахо. Езерото е известно с небесносините си води и красивите планини, които го обграждат.
Езерото и районът около него са популярна целогодишна туристическа дестинация. През лятото се практикуват водни спортове и отдих на плаж, а през зимата районът предлага възможност за зимни спортове в многобройните ски курорти около езерото. През 1960 г. в Скуо Вали в близост до езерото са проведени Осмите Зимни олимпийски игри. Тахо е една от най-предпочитаните туристически дестинации в САЩ.

### География
Тахо има дължина от 35 км и ширина – 19 км. Бреговата му линия е дълга 116 км, а площта на повърхността му е 490 m². Приблизително 2/3 от езерото се намират в Калифорния. Най-големият град край езерото, Саут Лейк Тахо, е разположен на южното крайбрежие, на границата на двата щата, но изцяло в Калифорния. Градът е свързан със Стейтлайн, Невада. Другият голям град на брега на езерото е Тахо Сити, разположен на западното крайбрежие.
Тръки Ривър е единствената река, извираща от Тахо. Тя тече на североизток през Рино, Невада и се влива в Пирамид Лейк, Невада. Реката отнема само една трета от водата, която се отделя от езерото – другите 2/3 се изпаряват от голямата му повърхност.
Най-високият връх, разположен край езерото, е Маунт Талак (2967 м), а най-високият връх в околността е Фриъл Пийк (3320 м). Вследствие на топенето на ледници, са образувани множество по-малки езера край Тахо, някои от които: Фолен Лийф Лейк, Каскейд Лейк, езерата Ангора, Ийгъл Лейк.
Един от ледниците се оказва достатъчно голям, за да стигне до самото езеро, образувайки красивия залив Емералд Бей. Тук се намира и единственият остров в езерото – Фенет Айлънд.

### Климат
Годишните валежи варират от 660 мм на източното крайбрежие до 1440 мм на западното. По-голямата част от валежите падат под формата на сняг в месеците от ноември до април.
Най-топлият месец е август, а най-студеният – януари. Средните температури през лятото достигат 25 градуса, а през зимата – (-10 градуса)

## История
Местността около езерото Тахо е обитавана първоначално от индианското племе Уашо, които му дават и първото му име – „dá’aw“, означаващо „езеро“.
Лейтенант Джон Фримонт вижда за първи път езерото, по време на една от експедициите си през 1844 г. По-късно Джон Джонсън, доставящ поща от Пласервил до Невада Сити, кръщава езерото „Биглър“, на името на третия губернатор на Калифорния – Джон Биглър.
От индианското „dá’aw“ произлиза името Тахо, което се харесва и започва да се използва. Така езерото има две имена – официалното – „Биглър“, и по-известното – „Тахо“.
През 1858 г., на 24 км източно от Вирджиния Сити, Невада, е открито находище на сребро. От 1858 до 1860 г. горите около Тахо са почти изцяло изсечени, за да бъде доставена дървесина за мините. С прииждането на хиляди хора към Вирджиния Сити, спиращи се по пътя си край езерото, се слага началото на туризма в този регион. Създават се първите хотели, а по-късно Тахо става летен дом на заможни жители на Сан Франциско, които, откривайки, че езерото е само на ден разстояние, започват да купуват земя.
Една от забележителностите край езерото е замъкът Вайкингсхолм, построен през 1929 г. на брега на Емералд Бей. Собственост на Лора Джоузефин Найт, замъкът е най-добрият пример за скандинавска архитектура в Щатите. Построен е за една година и има 38 стаи. Лора Найт притежава и малка чайна, разположена на върха на Фенет Айлънд.
През първата половина на 20 век опитите езерото да бъде обявено за национален парк се оказват неуспешни, тъй като голяма част от земята е частна собственост. Тахо става още по-популярна дестинация след построяването на няколко казина в Невада през 50-те.

## Туризъм
Туризмът в областта е добре развит. Популярни са водните спортове, ските и сноуборд, както и голфът и хазартният туризъм. Регионът разполага с множество малки и големи ски курорти.
- Ски курорт „Хевънли“ – най-големият ски курорт в Калифорния и Невада, намиращ се в близост до градовете Саут Лейк Тахо, Калифорния, и Стейтлайн, Невада
- Ски курорт Скуо Вали – вторият по големина курорт известен с Олимпийските игри проведени там през 1960 г., намира се в близост до Тахо Сити.
- Алпайн Медоус – средно голям ски курорт, намиращ се на северния бряг на езерото само на няколко километра от Скуо Вали
- Даймънд Пийк
- Нортстар на Тахо
- планински курорт „Къркуд“
- Сиера на Тахо
- ски курорт „Бориъл“
- ски курорт „Шугър Боу“
- ски ранчо „Донър“
- ски курорт „Хоумуд“
- планина „Роуз“

В областта има стотици туристически маршрути и трасета за планинско колоездене. Най-известният маршрут е Tahoe Rim Trail, който е дълъг 270 км и обикаля цялото езеро. На югоизток се намира известният парк Desolation Wilderness.